# Episodi di American Dad! (diciannovesima stagione)
La diciannovesima stagione di American Dad! viene trasmessa negli Stati Uniti dal 24 gennaio al 19 dicembre 2022 su TBS.
In Italia è stata trasmessa su Italia 1 dal 17 al 31 agosto 2023 alle 14:45, saltando gli episodi 4 e 22 (a tema natalizio), che vengono trasmessi su Italia 2 rispettivamente il 16 ottobre e il 13 novembre 2023.
| N° | Codice di produzione | Titolo originale                    | Titolo italiano                                | Prima TV USA                                    | Prima TV Italia             |
| -- | -------------------- | ----------------------------------- | ---------------------------------------------- | ----------------------------------------------- | --------------------------- |
| 1  | GAJN01               | Langley Dollar Listings             | Agenti immobiliari a Langley                   | 24 gennaio 2022                                 | 17 agosto 2023              |
| 2  | GAJN02               | Dressed Town                        | Un look casual                                 | 31 gennaio 2022                                 | 18 agosto 2023              |
| 3  | GAJN03               | The Book of Fischer                 | Il libro di Fischer                            | 7 febbraio 2022                                 | 18 agosto 2023              |
| 4  | GAJN04               | A Roger Story                       | Una lezione imparata                           | 14 febbraio 2022                                | 16 ottobre 2023 (Italia 2)  |
| 5  | GAJN05               | Epic Power Dump                     | Epica scarica di neve                          | 21 febbraio 2022                                | 21 agosto 2023              |
| 6  | GAJN06               | American Dad Graffito               | American Graffito                              | 28 febbraio 2022                                | 21 agosto 2023              |
| 7  | GAJN07               | Beyond the Alcov                    | Oltre l'alcova: smetti di pensarci e ama Klaus | 7 marzo 2022                                    | 22 agosto 2023              |
| 8  | GAJN08               | Song of Knives and Fire             | Le cronache dei coltelli e dei fuochi          | 14 marzo 2022                                   | 22 agosto 2023              |
| 9  | GAJN11               | The Curious Case of the Old Hole    | Il curioso caso del vecchio buco               | 5 settembre 2022                                | 23 agosto 2023              |
| 10 | GAJN09               | Gold Top Nuts                       | Noccioline Gold Top                            | 11 luglio 2022 (iTunes Store) 12 settembre 2022 | 23 agosto 2023              |
| 11 | GAJN13               | The Three Fs                        | Francine e il ranocchio                        | 19 settembre 2022                               | 24 agosto 2023              |
| 12 | GAJN14               | Smooshed: A Love Story              | Spiaccicato: una storia d'amore                | 26 settembre 2022                               | 24 agosto 2023              |
| 13 | GAJN16               | The Fast and the Spurious           | Fast & Fintus                                  | 3 ottobre 2022                                  | 25 agosto 2023              |
| 14 | GAJN12               | A League of His Own                 | Ragazzo vincente                               | 10 ottobre 2022                                 | 25 agosto 2023              |
| 15 | GAJN18               | You Are Here                        | Tu sei qui                                     | 31 ottobre 2022                                 | 28 agosto 2023              |
| 16 | GAJN15               | I Heard You Wanna Buy Some Speakers | Ho sentito che vuoi comprare delle casse       | 7 novembre 2022                                 | 28 agosto 2023              |
| 17 | GAJN17               | Hayley Was a Girl Scout?            | Hayley era una scout?                          | 14 novembre 2022                                | 29 agosto 2023              |
| 18 | GAJN19               | Please Please Jeff                  | Ti prego, ti prego Jeff                        | 21 novembre 2022                                | 29 agosto 2023              |
| 19 | GAJN20               | Jambalaya                           | Jambalaya                                      | 28 novembre 2022                                | 30 agosto 2023              |
| 20 | GAJN21               | Gernot & Strudel                    | Gernot & Strudel                               | 5 dicembre 2022                                 | 30 agosto 2023              |
| 21 | GAJN22               | Echoes                              | Echi                                           | 12 dicembre 2022                                | 31 agosto 2023              |
| 22 | GAJN10               | The Grounch                         | Il Grounch                                     | 19 dicembre 2022                                | 13 novembre 2023 (Italia 2) |